# Chabertiidae
Famille
Sous-familles de rang inférieur
- Chabertiinae
- Cloacininae
- Oesophagostominae
- Phascolostrongylinae

Les Chabertiidae sont une famille de nématodes de l'ordre des Strongylida.
Les espèces de cette famille sont des parasites de mammifères (primates, suidés, rongeurs, marsupiaux).

## Genres (liste partielle)
- sous-famille des Chabertiinae
  - genre Castorstrongylus
  - genre Chabertia
  - genre Ternidens
- sous-famille des Cloacininae
  - tribu des Cloacininea Stossich, 1899 
    - genre Cloacina

  - tribu des Macropostrongylinea Lichtenfels, 1980
  - tribu des Pharyngostrongylinea Popova, 1952 
    - genre Cyclostrongylus

  - tribu des Zoniolaiminea Popova, 1952
- sous-famille des Oesophagostominae
  - genre Oesophagostomum
- sous-famille des Phascolostrongylinae
  - genre Macropostrongyloides
  - genre Paramacropostrongylus